# Erhard Mettler
Erhard Mettler (ur. w 1917 r. w St. Gallen w Szwajcarii, zm. 2000 r.) – szwajcarski wynalazca.
Mettler urodził się w rodzinie właścicieli firmy włókienniczej. Jego rodzice zajmowali się biznesem. Mettler również założył swoją własną firmę w 1945 roku po odbyciu intensywnego szkolenia w zakresie mechaniki precyzyjnej. Siedziba firmy, którą było niewielkie pomieszczenie, mieściła się w Kusnacht, niedaleko Zurychu.
Owocem podjętych przez Mettlera wysiłków była waga analityczna o zupełnie nowej konstrukcji wykorzystującej zasadę podstawienia. Firma Mettler Instrument wkrótce rozwinęła ogólnoświatową sieć dystrybucji i serwisu. Celem była sprzedaż i konserwacja nowych wag mechanicznych. Wraz z pojawieniem się tych wag znikło zapotrzebowanie rynku na tradycyjne dwuszalkowe wagi laboratoryjne.
Szwajcarski Uniwersytet Techniczny nadał w 1968 r. Mettlerowi tytuł doktora honoris causa. Wydarzenie to miało miejsce w momencie, gdy w firmie Mettler Instrument prowadzone były intensywne prace badawczo-rozwojowe nad skonstruowaniem pierwszych całkowicie elektronicznych wag analitycznych i precyzyjnych.
W 1980 r. Mettler sprzedał swoją firmę firmie Ciba Geigy i wycofał się z aktywnego zarządzania. (Grupa Mettler połączyła się w 1989 r. z firmą Toledo Scale, tworząc Mettler Toledo). Będąc już na emeryturze, Mettler nadal śledzi z uwagą rozwój firmy. Były współpracownik wypowiada się o Mettlerze w następujących słowach: „On cały czas patrzy w przód. Jest to zachowanie inne niż obserwowane u większości emerytów, którzy stale patrzą wstecz.” Mettler jest pamiętany w firmie jako osoba o otwartym umyśle, szczególnie w dziedzinie techniki. Technologia zawsze znajdowała się w centrum uwagi w czasach, gdy Mettler zarządzał firmą.
Osoby, które pozostawały z nim w bliskich kontaktach, twierdzą, że do końca życia interesował się nowoczesną technologią. Po wycofaniu się z aktywnego życia zawodowego Mettler wraz ze swoją urodzoną w Kalifornii żoną Mary spędzał zimy w Laguna Beach, w Kalifornii, przenosząc się w miesiącach letnich do miejscowości Hurden, w Szwajcarii, która jest położona nad jeziorem Zurych. Mettler, podobnie jak wielu Szwajcarów, był oddanym narciarzem, uprawiając także wspinaczkę górską. W wolnym czasie oddawał się mniej śmiałym zajęciom takim jak podróżowanie oraz organizowanie corocznych spotkań rodzinnych w Szwajcarii, uaktualniając jednocześnie stan swojej wiedzy o zaawansowanych technologiach.